# Саговник поникающий
Саго́вник поника́ющий, или саговник отогнутый (лат. Cýcas revolúta) — вечнозелёное древовидное растение рода Саговник, наиболее известный вид из этого рода.
Его родина — субтропическая Япония: острова Кюсю и Рюкю (по некоторым сведениям, он встречается также в провинции Фуцзянь в Китае).

## Названия
Названия на других языках:
англ. Japanese Sago Palm, King Sago Palm, Sago Cycas, Sago Cycad, Sago Palm,
вантуэ (вьет. Vạn tuế)
дат. Japansk Koglepalme, Sagopalme,
исп. Palma sagú, Sagutero,
итал. Palma a sagù,
кит. трад. 蘇鐵, упр. 苏铁, пиньинь sūtiě, палл. суте,
кор. 소철, сочхоль,
малаял. അലങ്കാരപ്പന,
нем. Japanischer Palmfarn, Sagopalme,
нидерл. Cycas revoluta,
пол. Sagowiec odwinięty,
порт. Palmeira cica,
фин. Saagopalmu,
фр. Cycas du Japon, Cycas sagoutier,
чеш. Cykas japonský,
сотэцу (яп. 蘇鉄).

## Биологическое описание

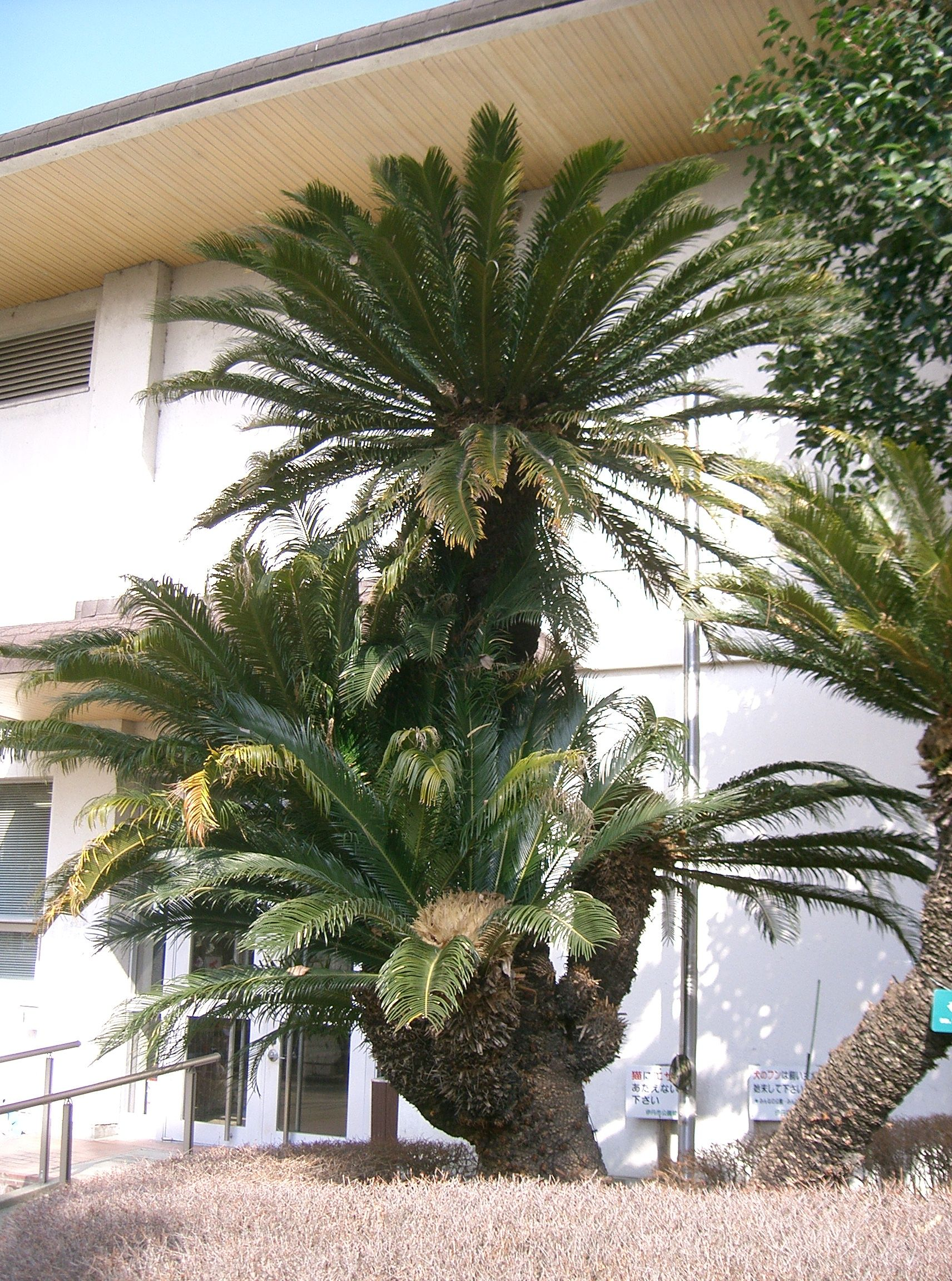
с ветвящимся стволом.

Вечнозелёное двудомное древовидное растение.
Ствол мощный, колоннообразный, с остатками отмерших листьев. Вырастает до 2—3 м, очень старые экземпляры могут достигать высоты 6—7 м.
Листья тёмно-зелёные непарноперистые, длиной 50—150 см, расположены плотной розеткой на верхушке ствола, с 100—240 узкими, жёсткими листовыми пластинками. Взрослые растения могут ветвиться, а также образовывать многочисленные детки у основания ствола, что приводит к образованию характерного плотного скопления нескольких растений с множеством розеток листьев.
Спорофиллы собраны в однополые стробилы. Опыление — с помощью ветра.
Семена округлые, слегка продолговатые, 2—2,5 см в диаметре.
Способен жить более ста лет.

## Саговник поникающий в культуре
В садах Японии саговник поникающий используется с периода Адзути-Момояма.
Этот вид саговника — единственный, который может переносить небольшие заморозки, поэтому он известен далеко за пределами своего естественного ареала. На территории России и сопредельных стран его можно встретить в качестве паркового растения (на Черноморском побережье Кавказа).
Саговник поникающий может выращиваться и как комнатное растение. В этом случае он обычно вырастает в высоту не более, чем на 60 см. Как и все саговники, предпочитает хорошо дренированную почву. Хорошо переносит пересадку.
Во Вьетнаме активно использовался в местной разновидности бонсая — хоннонбо — изготавливавшихся к празднованию дня рождения богатых и знатных вьетнамцев.
Как и у некоторых других саговников, саго (крахмалистая сердцевина стволов) саговника используется народами тропических стран в пищу. В свежем виде оно может представлять опасность, так как содержит токсины, но специальная обработка приводит к их разрушению.

## Ядовитость
Саговник поникающий ядовит для людей и животных при употреблении в пищу. Вкус растения привлекателен для домашних животных. Клинические симптомы отравления возникают в течение 12 часов и могут включать в себя рвоту, тошноту, слабость и судороги.
Все части растения ядовиты, в особенности семена. Содержат три типа фитотоксинов, а именно азоксигликозиды, β-метиламино-l-аланин (BMAA) и неидентифицированное соединение с высокой молекулярной массой. Азоксигликозиды включают циказин, неоциказин и макрозамин. Циказин и неоциказин являются цианогенными гликозидами, хотя они считаются псевдоцианогенными, так как имеют низкий цианогенный потенциал, отмеченный у людей. Азоксигликозиды представляют собой аминосахара с переменным сахарным компонентом, который связывает каждый азогликозид с метилазоксиметанолом (MAM) гликозидной связью. Для высвобождения токсичного соединения MAM необходим гидролиз азогликозидов. Это происходит в кишечнике млекопитающих, и из-за энтерогепатической циркуляции токсический потенциал MAM усиливается. MAM алкилирует ДНК и РНК и является нейротоксичным, канцерогенным, мутагенным, тератогенным и гепатотоксичным. β-N-метиламино-L-аланин - это аминокислота, связанная с нейродегенерацией в моделях животных и, возможно, у крупного рогатого скота . Неидентифицированное соединение с высокой молекулярной массой было связано с нейропатией у крупного рогатого скота.
Токсикоз саговников в основном затрагивает собак, но были зарегистрированы случаи токсикоза у кошек, которые требуют дальнейшего исследования. У собак, хотя употребление любой части растения может привести к клиническим признакам, чаще сообщается об употреблении семян, что приводит к более тяжелому токсикозу. У собак была зарегистрирована смертность до 67%, с повышенными шансами при употреблении семян. Клинические признаки могут быть обнаружены через 4-24 часа после воздействия и включают аномальную ректальную температуру, отсутствие аппетита, вялость, гиперсаливацию, рвоту, кровавую рвоту, регургитацию, боли в животе, диарею, запор, мелену, гематохезию, тремор, слабость, проприоцептивный дефицит, судороги, кому, желтуху, петехии и экхимозы. Аномалии в биохимии крови, соответствующие повреждению печени (т.е. повышенная активность печеночных ферментов) и печеночной недостаточности (т.е. гипербилирубинемия, аномальная гликемия, гипохолестеринемия) могут быть обнаружены в течение 72 часов после воздействия. Другие аномалии, отмеченные в анализах крови, включают гипопротеинемию/альбуминемию, азотемию, анемию, увеличение времени свертывания крови и тромбоцитопению. Анализ мочи может показать глюкозурию, билирубинемию и гематурию. Среди этих результатов повышенная активность аланинаминотрансферазы и тромбоцитопения были связаны с более высокой смертностью.

## Галерея

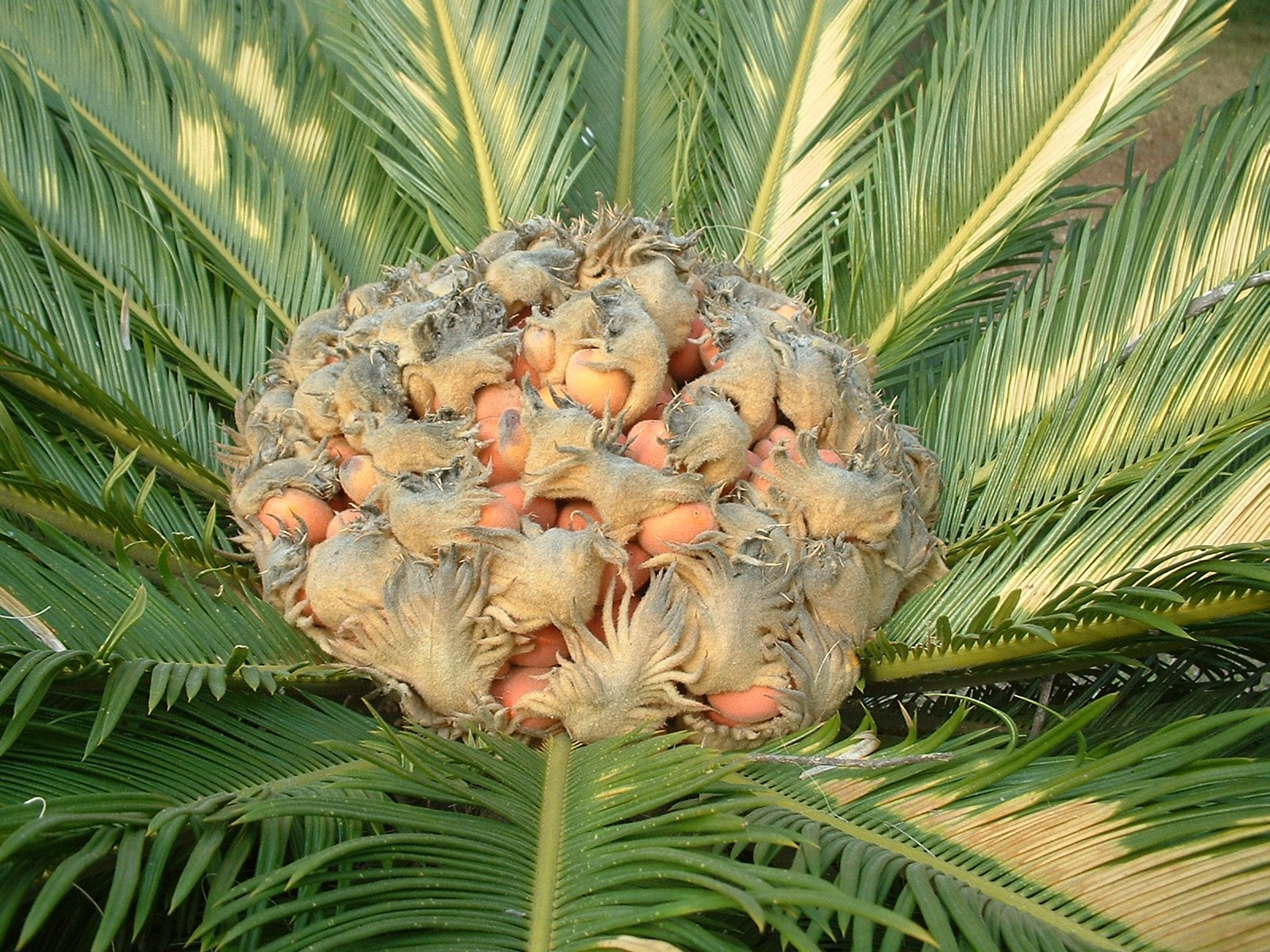
Женское растение
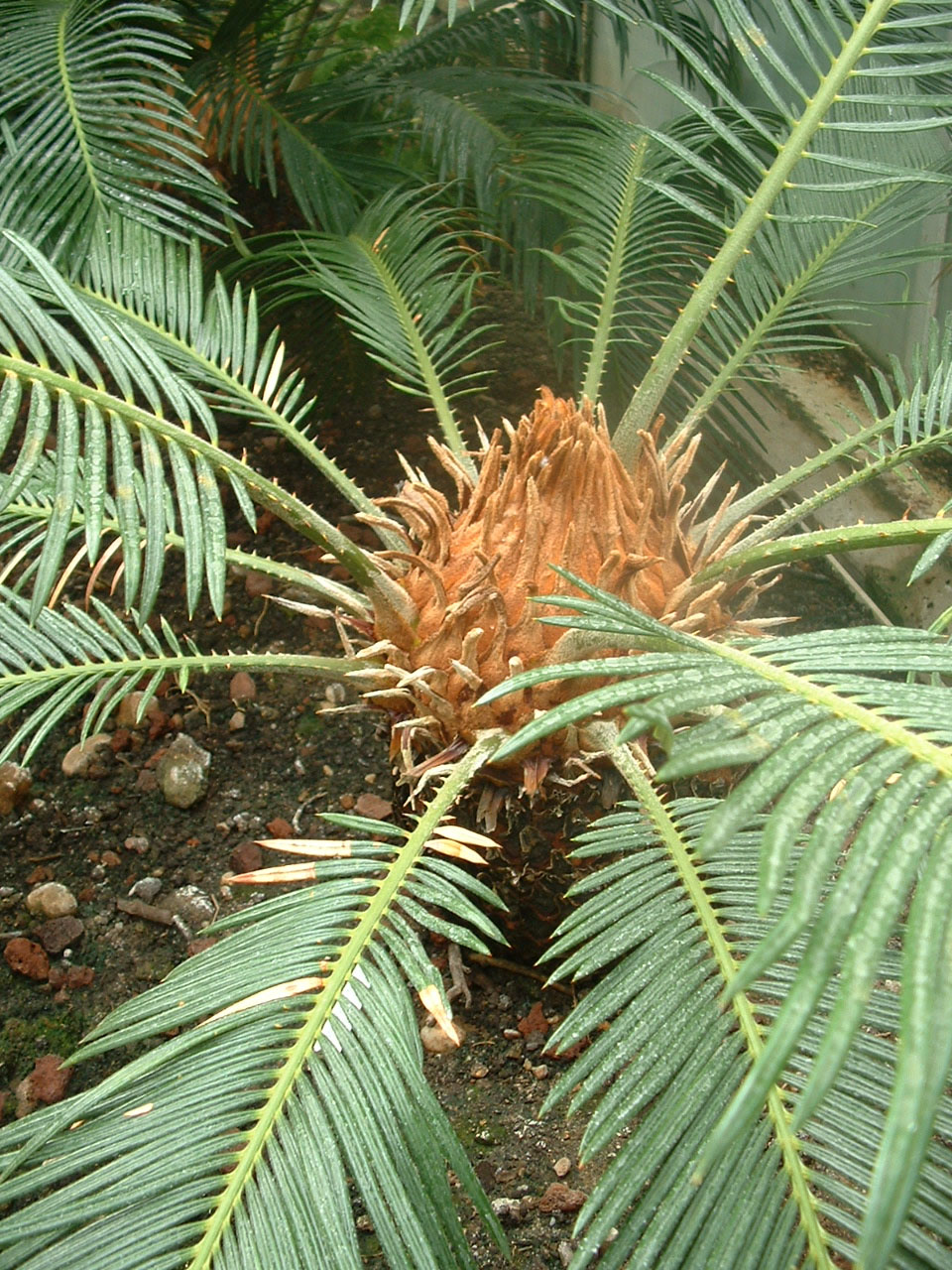
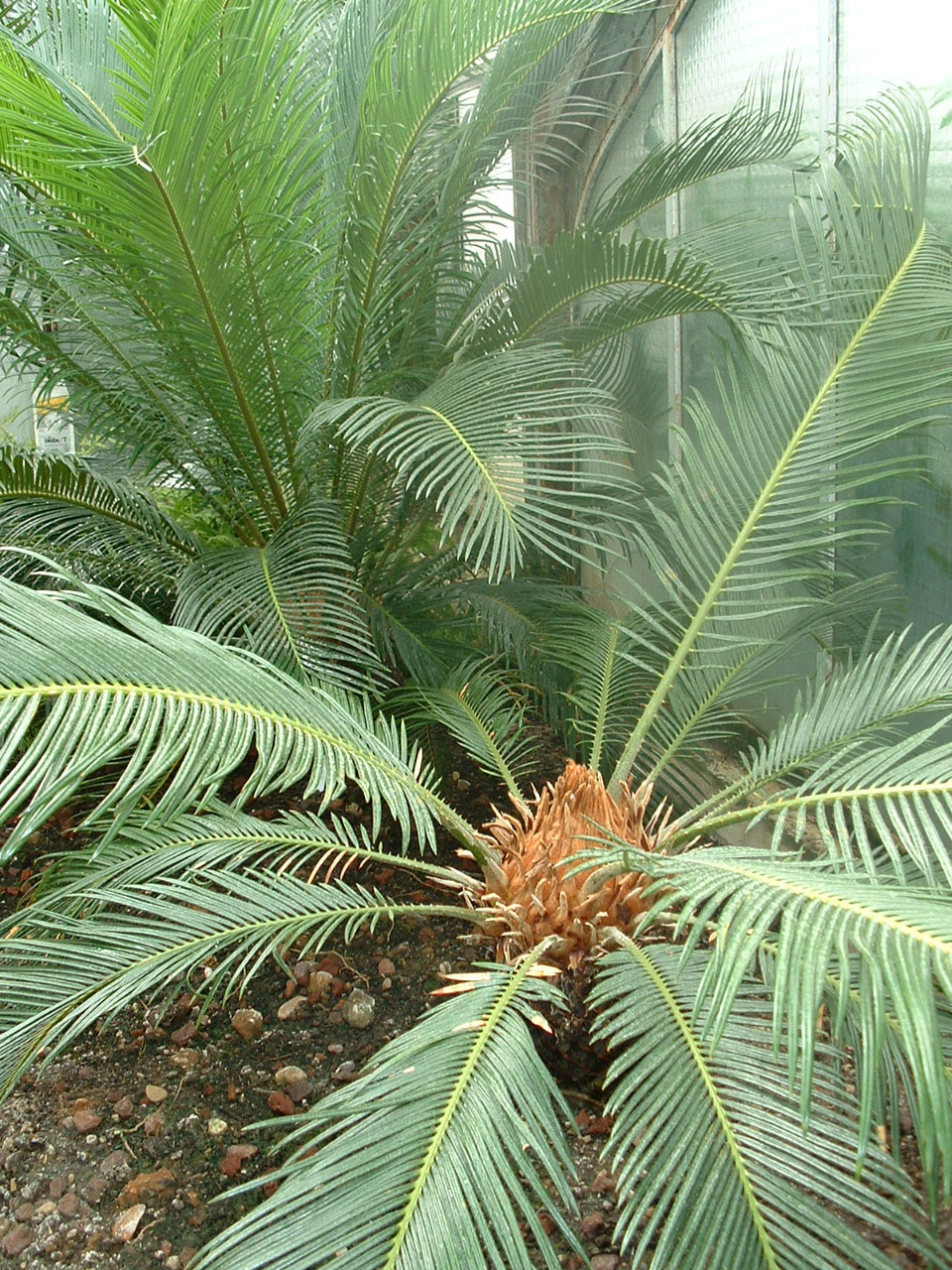
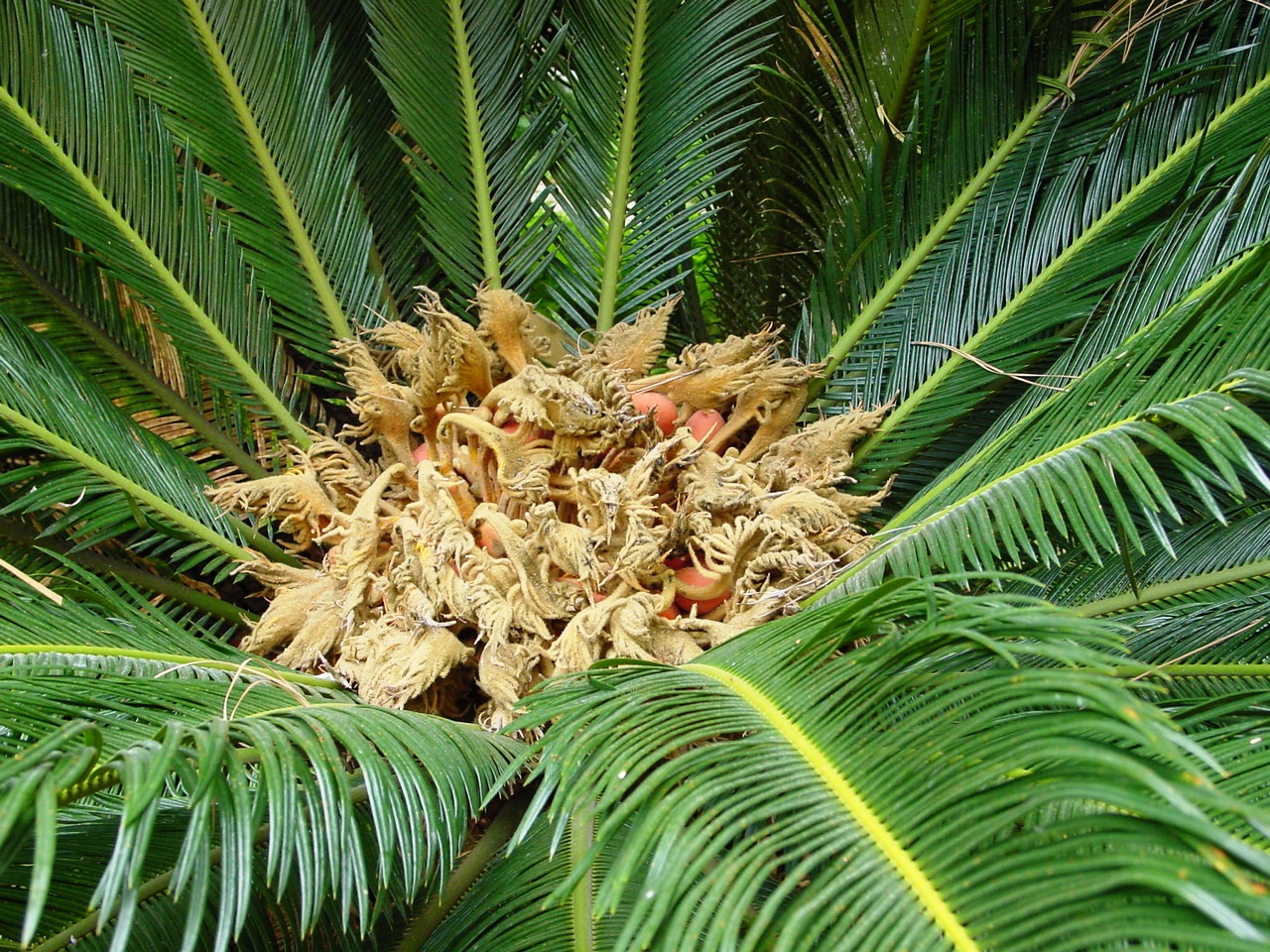
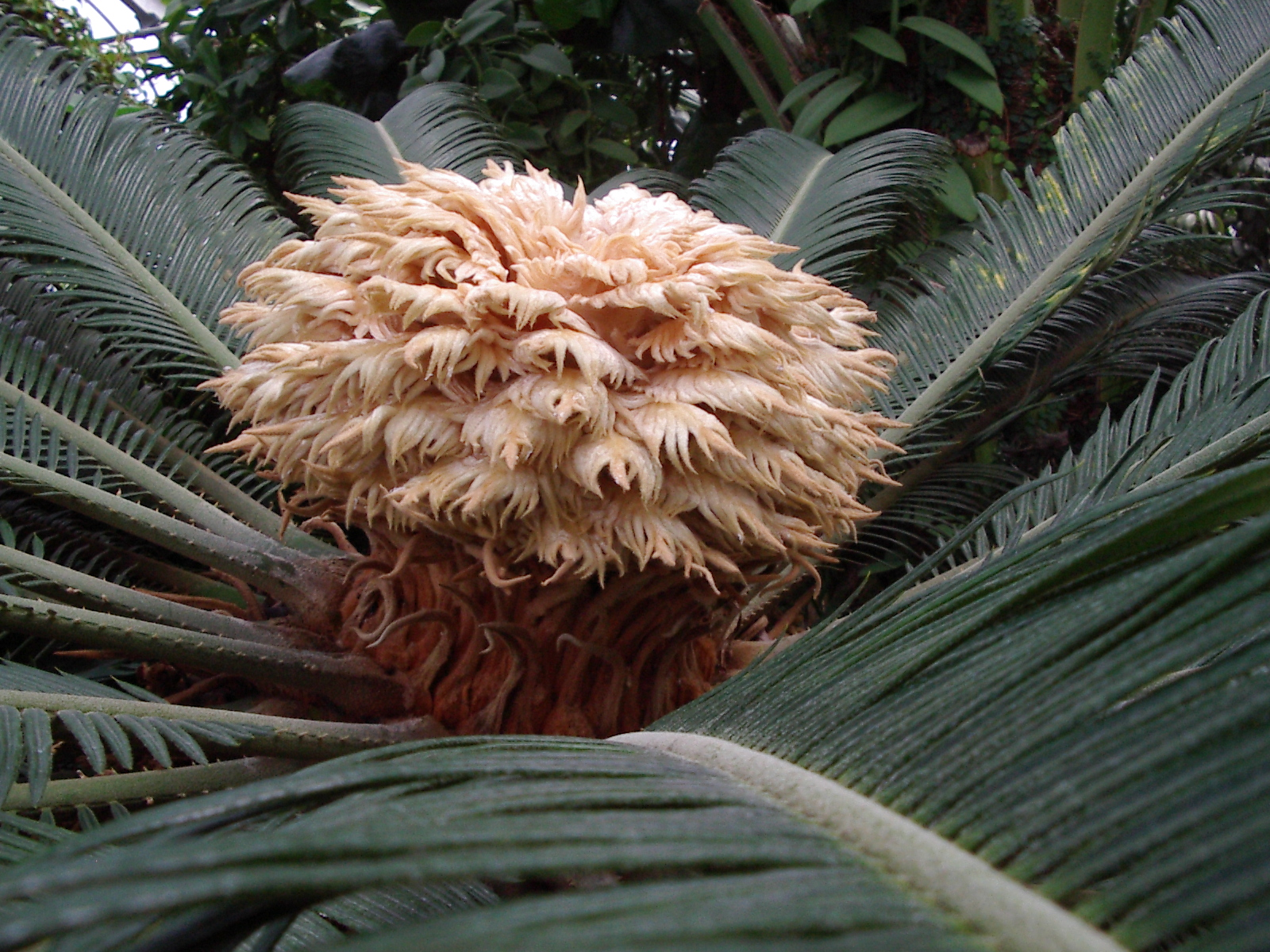
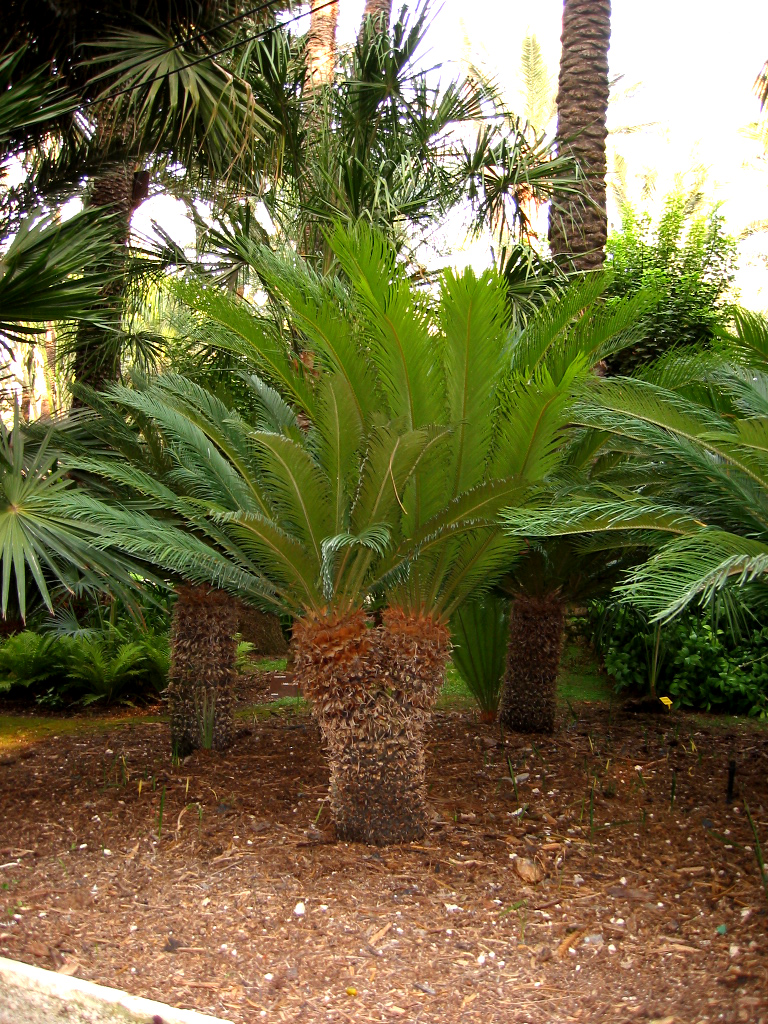
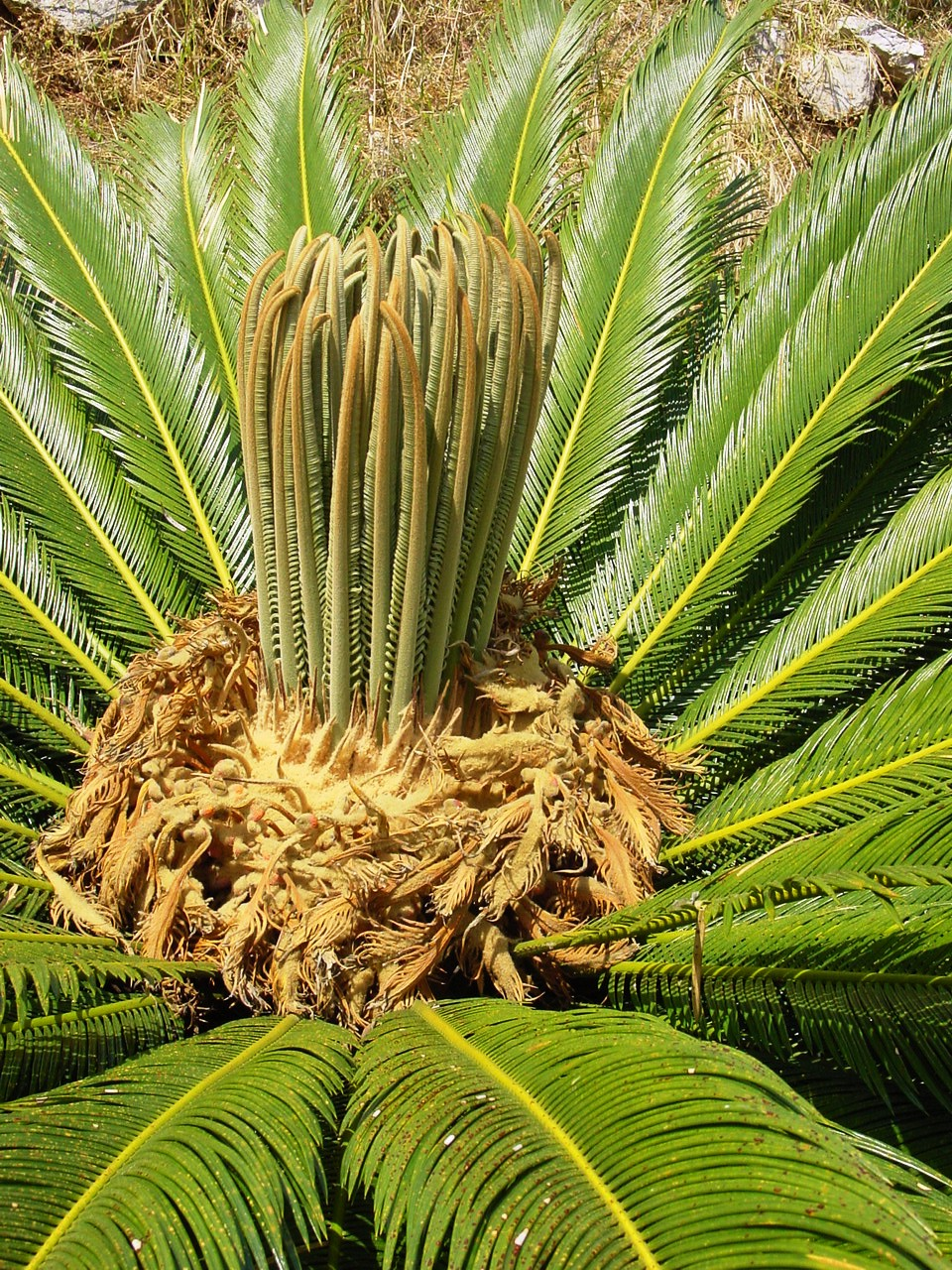
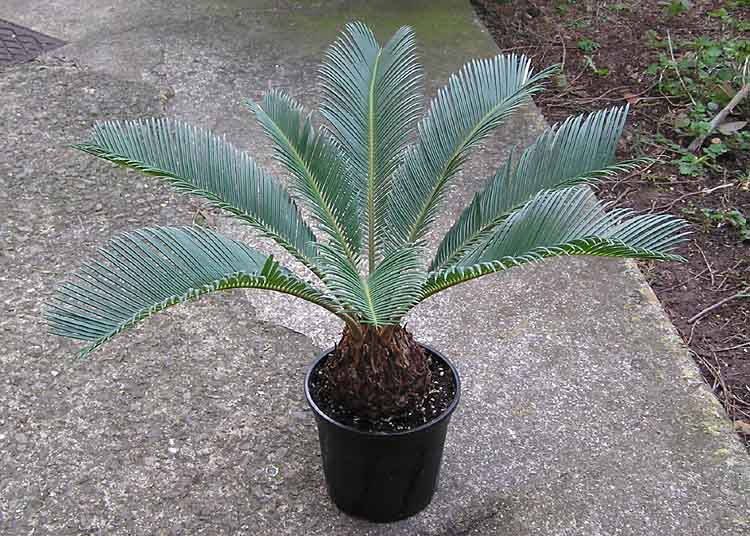
Молодое растение
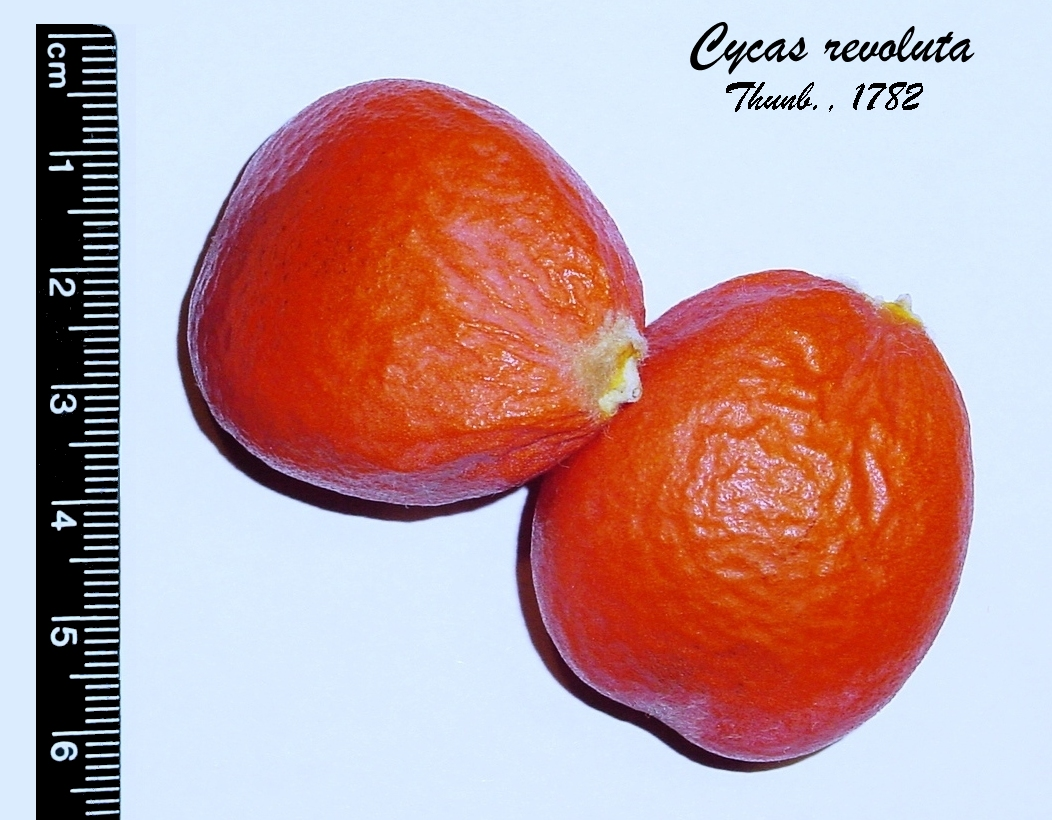
Семена
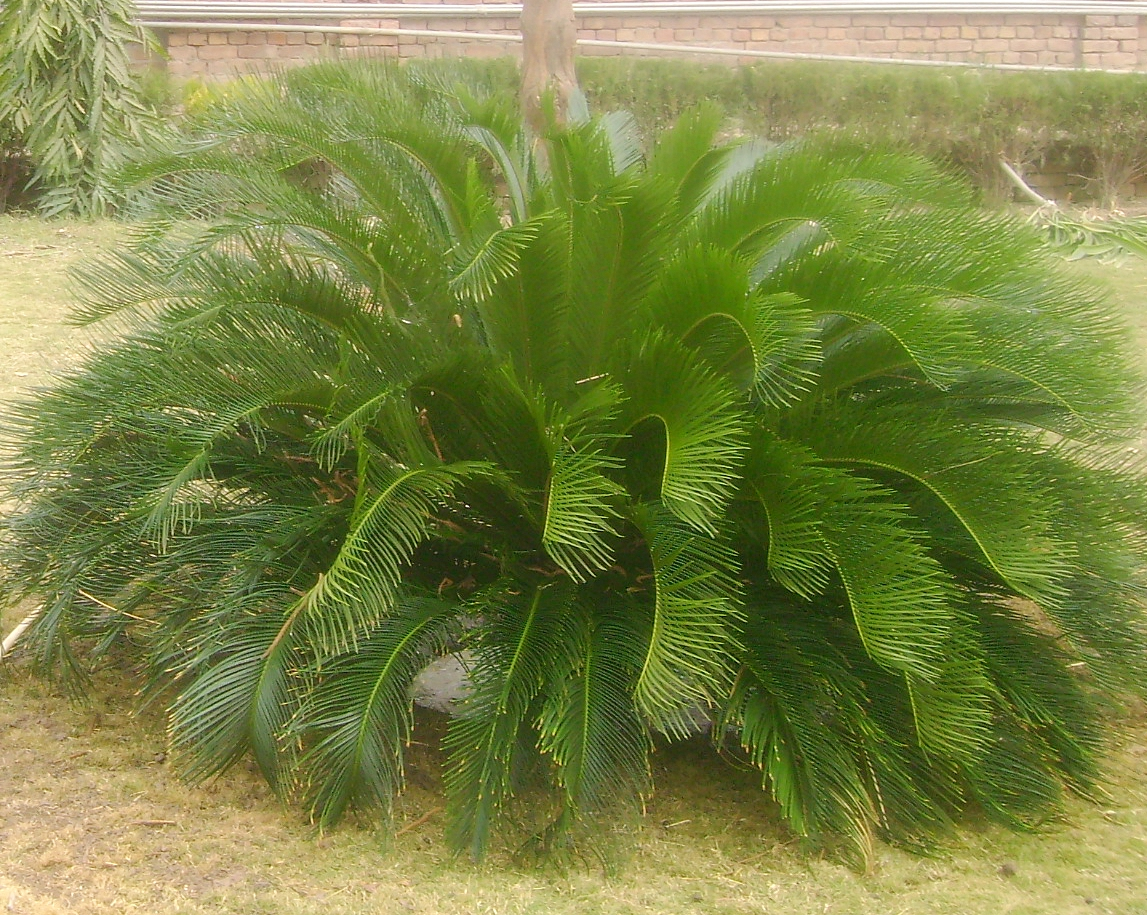
Cycas revoluta
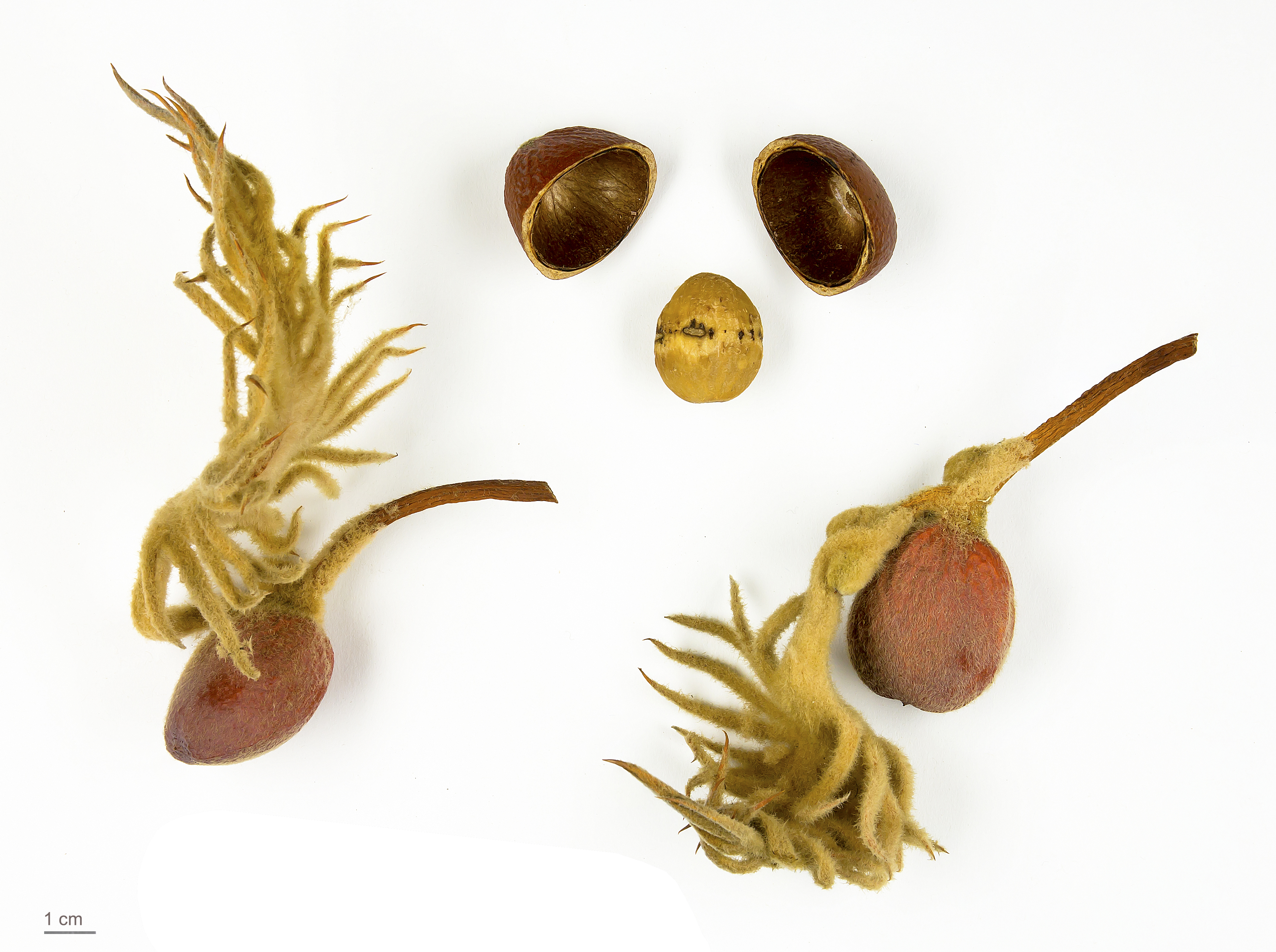
Cycas revoluta - Тулузский музеум